# Phyllachora crotonis
Phyllachora crotonis är en svampart. Phyllachora crotonis ingår i släktet Phyllachora och familjen Phyllachoraceae.

## Underarter
Arten delas in i följande underarter:
- parvula
- crotonis